# Gerre de’ Caprioli
Gerre de’ Caprioli (lombardul: Le Gere) település Olaszországban, Lombardia régióban, Cremona megyében. Lakosainak száma 1310 fő (2023. január 1.). Gerre de’ Caprioli Castelvetro Piacentino, Stagno Lombardo és Cremona községekkel határos.

## Népesség
A település lakossága az elmúlt években az alábbi módon változott:
| Lakosok száma | 1304 | 1331 | 1341 | 1310 |
|               | 2013 | 2017 | 2018 | 2023 |